# Psittacanthus rhynchanthus
Psittacanthus rhynchanthus là một loài thực vật có hoa trong họ Loranthaceae. Loài này được (Benth.) Kuijt miêu tả khoa học đầu tiên năm 1987.